# Xenophrys shapingensis
Xenophrys shapingensis är en groddjursart som först beskrevs av Liu 1950.  Xenophrys shapingensis ingår i släktet Xenophrys och familjen Megophryidae. IUCN kategoriserar arten globalt som livskraftig. Inga underarter finns listade i Catalogue of Life.